# Apteria aphylla
Apteria aphylla är en enhjärtbladig växtart som först beskrevs av Thomas Nuttall, och fick sitt nu gällande namn av John Hendley Barnhart och John Kunkel Small. Apteria aphylla ingår i släktet Apteria och familjen Burmanniaceae. Inga underarter finns listade i Catalogue of Life.